# アリ・フォルマン
アリ・フォルマン（ヘブライ語: ארי פולמן, 英語: Ari Folman, 1962年12月17日 - ）はイスラエルの映画監督、脚本家。

## 略歴
自身の体験を基に制作した2008年のアニメ映画『戦場でワルツを』でセザール賞や第66回ゴールデングローブ賞の外国語映画賞を受賞した。

## 主な監督作品
- セイント・クララ Saint Clara (1996) 監督・脚本
- Made in Israel (2001) 監督・脚本
- 戦場でワルツを Waltz with Bashir (2008) 監督・脚本・製作・声の出演
- コングレス未来学会議 The Congress (2013) 監督・脚本
- アンネ・フランクと旅する日記 Where Is Anne Frank (2021) 監督・脚本